# Blackball
Pour le film britannique, voir Blackball (film).
Ne doit pas être confondu avec Billard anglais.
 (avril 2018).
Si vous disposez d'ouvrages ou d'articles de référence ou si vous connaissez des sites web de qualité traitant du thème abordé ici, merci de compléter l'article en donnant les références utiles à sa vérifiabilité et en les liant à la section « Notes et références ».
Le blackball, parfois appelé billard anglais, billard pool, 8 pool, est un jeu de billard qui se déroule sur une table rectangulaire à 6 poches avec 14 billes de couleur (7 rouges et 7 jaunes),  une bille noire portant le numéro 8 et une bille d'impact blanche. Les joueurs jouent uniquement les billes de leur groupe : les jaunes ou les rouges. Si un joueur empoche une de ses billes, il est autorisé à rejouer. La partie est gagnée par le joueur (ou l’équipe) qui, après avoir empoché les 7 billes de sa couleur, empoche la bille noire numéro 8.

## Origines et spécificités
Le blackball est initialement venu d'une envie des bars anglais de s'équiper d'un petit billard aux règles simples. C'est ce qui explique son petit format et ses billes indifférenciées (pas de numéro, pas de billes rayées et pleines) rouges, jaunes, noires et la blanche. Les règles sont plus ou moins issues du 8-ball pool américain. Afin de monétiser les parties, les patrons de bar ont voulu faire payer les parties (avec le fameux monnayeur) en conservant hors de portée des joueurs les billes rentrées. Évidemment, il a fallu trouver un moyen de laisser la bille blanche à disposition des joueurs. C'est pour cela qu'elle est plus petite (de 2,8 mm) : sa différence de taille lui permet de ne pas finir dans le rack de stockage et de ressortir du côté de la zone lorsqu'elle est empochée. Le jeu s'est ensuite normalisé avec des règles privilégiant soit l'aspect tactique, soit l'aspect technique du jeu. Aujourd'hui, les règlements tendent à fusionner vers le règlement de la WPA (la World Pool-Billiard Association (en) qui compte le plus de membres), dont un extrait simplifié a servi à rédiger cet article. Le jeu était appelé pool anglais en France ou 8-pool dans le monde anglo-saxon, il a été décidé de le changer en blackball en 2012 afin d'éviter toute confusion. 

## Déroulement de la partie

Mise en place des billes pour la casse au Blackball.

### Matériel

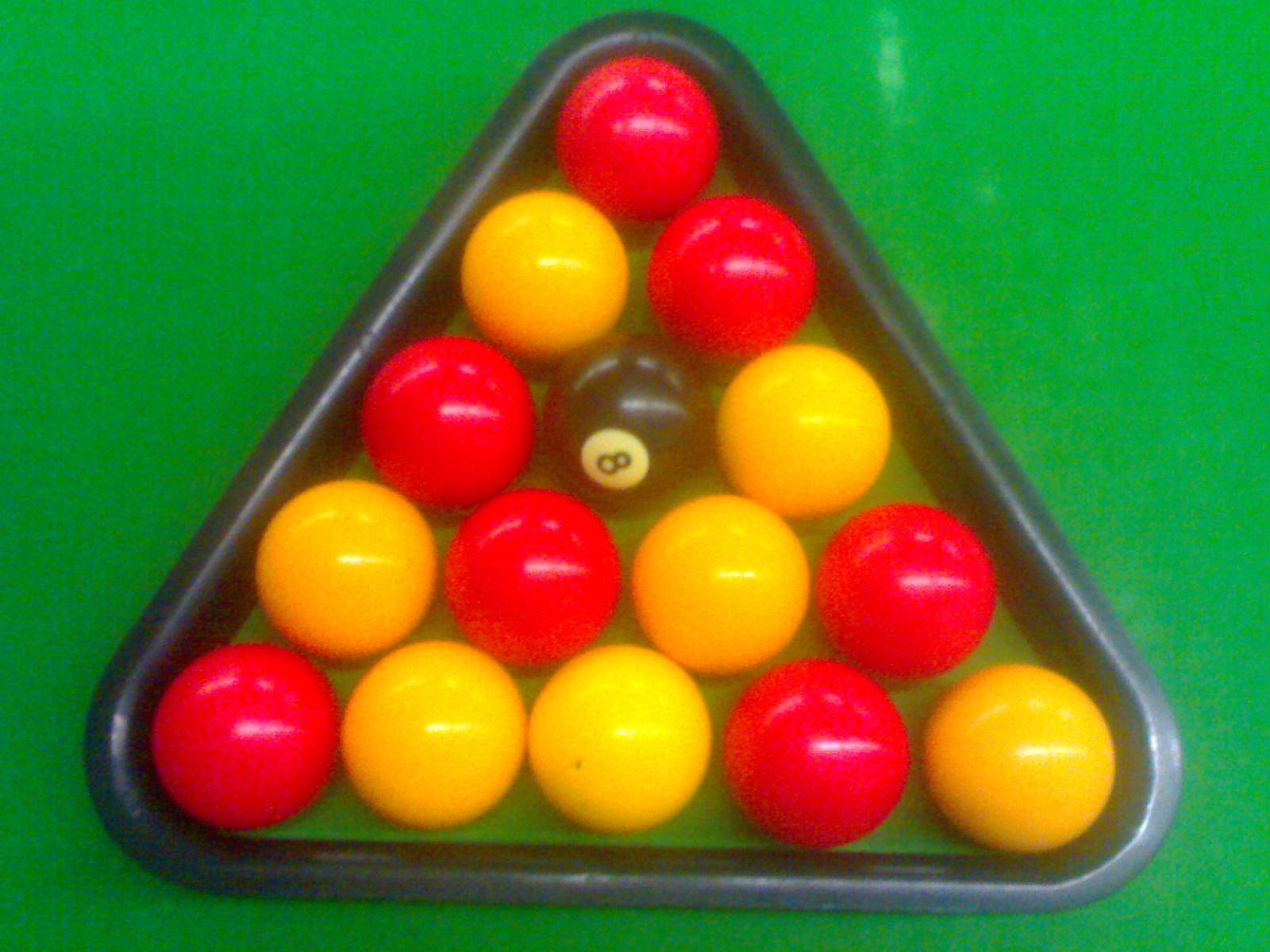
Motif du triangle de billes pour la casse

Les tables font 7 pieds de long (soit 2,13 mètres) et les billes 50,8 mm pour les billes de couleur et 48 mm pour la blanche. Les bandes sont souples avec un profil en L. La ligne de zone se situe au cinquième de la longueur du billard, du côté opposé à la mouche de la noire. La mouche de la bille noire est positionnée à l'intersection des diagonales des 4 poches supérieures du billard. Le motif de départ est dit "en J".
Les rencontres (matchs) sont réalisés en n parties (ou manches) gagnantes.

### Casse
a. Les billes sont rassemblées en triangle et disposées de manière prédéfinie (motif "en J"). La noire doit se trouver placée sur la mouche, à l’intersection des 2 diagonales entre les poches du bas et celles du milieu (côté opposé à celui du rectangle de départ). 
b. Le joueur qui débute la partie est déterminé par le tirage à la bande : Deux billes sont placées à hauteur de la ligne du rectangle, après un tir simultané des deux joueurs vers la petite bande côté triangle, la bille blanche qui s'arrête au plus près de la bande de la zone détermine le joueur ayant gagné le tirage. Si la bille est déviée par une poche ou une autre bille, le tirage est perdu. Le gagnant du tirage décide du joueur qui fera la casse. Les joueurs cassent ensuite tour à tour.
c. Le joueur ouvrant le jeu ou « cassant » place la bille blanche où bon lui semble dans la "zone" définie derrière la ligne qui se trouve au premier cinquième de la table tracée sur le tapis (le centre de la blanche ne devant pas dépasser la ligne).
d. Le joueur ouvrant le jeu devra empocher une bille ou faire en sorte qu’au minimum 2 billes traversent la corde centrale (ligne virtuelle définie entre les 2 poches centrales). S’il échoue, s'il rentre la blanche ou s'il fait sortir une bille hors du billard, la casse est dite "non valable" : le triangle peut être reformé ou la casse laissée telle quelle, et son adversaire prendra la main en bénéficiant d’un premier tir libre ainsi que d'une deuxième visite (deuxième tir). Si la bille noire est empochée à la casse, la casse est à refaire sans faute.

### Choix de la couleur
e. Table ouverte : Après la casse (même si des billes rentrent), et tant qu'aucune bille de couleur n'est rentrée par la suite, la table est dite "ouverte" et les joueurs peuvent toucher en premier une rouge ou une jaune (même s'ils rentrent finalement une couleur opposée). La table reste ouverte tant qu'un joueur ne rentre pas une ou plusieurs billes d'une seule couleur avec un coup standard (lors d'un coup libre après faute, la table sera forcément ouverte même si une bille est empochée, y compris lors d'une re-casse après faute). Tant que la table est ouverte, toute empoche permet au joueur de rejouer (sauf s'il empoche la noire ou la blanche).
f. Choix de la couleur : La couleur des joueurs est uniquement déterminée lorsqu'un joueur rentre pour la première fois une ou plusieurs billes d'une seule couleur. Cette couleur définit son groupe automatiquement. Il doit ensuite toujours toucher en premier une bille de son groupe. Dans tous les cas, la couleur attribuée à un joueur reste la sienne jusqu’à la fin de la partie.

### Empoche
g. Après une empoche correcte, le joueur est autorisé à rejouer. Une série d'empoches s'appelle une visite. 

### Fautes de jeu spécifiques
h. Si une faute est commise lors du tir, le joueur passe la main à son adversaire qui bénéficie de 2 visites consécutives, dont la première démarre avec un tir libre. Le joueur a le droit de jouer la blanche à partir de sa position sur la table ou de la replacer dans la zone.
i. Un joueur fait faute si :
1. La bille blanche est empochée (y compris à la casse)
2. Aucune bille ne touche la bande (ou n'est empochée) durant le coup, sauf en cas de snook.
3. Si une bille adverse est touchée en premier.
4. Il fait faute si son coup est porté dans le vide.
5. Une bille de l'adversaire est empochée sans qu'une bille du joueur (ou la noire s'il ne reste qu'elle) soit empochée.
6. Il repositionne la bille blanche (bille en main) avec sa queue.
7. Il fait sauter la bille blanche par-dessus une autre bille.
8. S'il met plus de 45 secondes pour jouer (à partir de l'immobilisation de la dernière bille)

j. Un joueur perd la partie si
1. après avoir empoché la noire, il reste encore des billes de sa couleur (possibilité d'empocher la noire avec la dernière bille de couleur).

### Fautes standards de billard
Le blackball considère également comme faute les fautes classiques au billard :
1. La bille blanche est empochée (y compris à la casse)
2. Toucher, à l’aide de la bille blanche, une bille du groupe adverse avant de toucher une des billes de son groupe de couleur.
3. Jouer la blanche qui ne touche aucune bille.
4. Faire sauter la bille blanche par-dessus une bille ou la partie d’une bille avant que la bille blanche n’ait touché une bille.
5. Toucher la bille noire numéro 8 avec la blanche lors du premier contact alors que le joueur n’a pas encore empoché toutes les billes de son groupe.
6. Empocher une bille du groupe adverse sans avoir empoché une bille de son groupe de couleur.
7. Faire sortir une bille de la surface de jeu
8. Toucher une bille avec un vêtement ou une partie du corps.
9. Ne pas avoir, pour le joueur, au minimum un pied en contact avec le sol.
10. Jouer ou toucher avec la queue une autre bille que la blanche.
11. Jouer quand ce n’est pas son tour.
12. Jouer avant que toutes les billes ne soient arrêtées.
13. Jouer avant qu’une ou plusieurs billes n’aient été repositionnées.
14. Jouer la bille blanche avec une partie de la queue autre que son procédé.
15. Frapper la bille blanche plus d’une fois avec la queue de billard.
16. Faire Poussette (contact prolongé du procédé avec la bille blanche lors du tir).
17. Faire bouger une bille collée à la blanche.

### Fautes exceptionnelles
Il existe deux situations exceptionnelles :
1. Si une bille de couleur sort de la table, elle est replacée sur la mouche de la noire ou à défaut, le plus proche possible sur le segment reliant la mouche au milieu de la petite bande supérieure (opposée à la zone).
2. Si le jeu n'évolue plus ou si un joueur ne peut plus techniquement jouer sans faire faute, il y a pat (match nul). La partie est alors annulée et le joueur initial doit faire une casse à 9 billes (triangle initial diminué des 5 billes de son côté inférieur et de sa bille de tête), sauf si le pat est involontaire : dans ce cas il y a un rerack complet et le joueur initial refait la casse.

### Snook
Un joueur est dit en position de snook total lorsqu’il n’est pas en mesure de toucher sa ou ses bille(s) avec un tir direct (on parle d’un tir direct lorsque la trajectoire de la bille blanche décrit une ligne droite). Une fois que le snook annoncé est admis par l’adversaire, le joueur n’est pas obligé de toucher une bande après contact s'il annonce "TOTAL" et que son adversaire l'entende. Si la position de snook est contestée par l'adversaire, il sera fait appel à un arbitre.

### Pénalité suivant une faute
Après toute faute décrite précédemment, le joueur suivant peut jouer la bille blanche d’où elle repose ou la repositionner dans le rectangle de tir. Le joueur bénéficie également d’un «tir libre» durant lequel il pourra, en jouant la bille blanche :
1. Toucher ou empocher une ou plusieurs billes jaunes ou rouges.
2. Toucher en premier la bille noire numéro 8.
3. Empocher la bille noire numéro 8 s’il a empoché auparavant toutes les billes de son groupe.
4. Rentrer une des boules de l'adversaire.

Après avoir joué le «tir libre», et s’il n’a pas commis de faute, le joueur dispose alors d’une autre visite.

### Autre
Bille (blanche) en main : à la suite d'une faute, le joueur bénéficiant d’un tir libre, après accord de l’adversaire et/ou de l’arbitre peut prendre la bille blanche en main et la poser où bon lui semble dans le rectangle de casse pour jouer dans la direction qui lui semble la meilleure. Le joueur peut, au besoin, affiner le placement de la blanche dans le rectangle de casse, en la reprenant à la main.
Joueur en contrôle : un joueur est en contrôle de la table à partir du moment où une partie de son corps, des vêtements ou sa queue entre en contact avec le billard avant son tir et le reste jusqu’à ce que son adversaire touche à son tour le meuble avant de jouer. Le joueur en contrôle est alors responsable de tout ce qui se passe sur la surface de jeu et toute bille tombant dans une poche (même la bille noire numéro 8) pendant cette période lui donnera le bénéfice du point ou lui coûtera une pénalité selon la couleur
Billes "on" : billes que le joueur a le droit de toucher et empocher (les billes de sa couleur, puis la noire lorsque toutes les billes de couleur sont rentrées, ou toutes les billes jaunes ou rouges après une faute)

## Évolution des règles
Au cours des dernières années, le blackball a vu ses règles évoluer :
| Domaine                | Ancienne règle                                  | Nouvelle règle | Raison                                                           |
| ---------------------- | ----------------------------------------------- | --- | ---------------------------------------------------------------- |
| Nom du Jeu             | 8-pool                                          | blackball | Éviter la confusion avec le 8-ball (billard américain)           |
| Motif du triangle      | Motif "en C"                                    | Motif "en J" | Permet de créer plus simplement le motif de la casse à 9 billes. |
| Validation de la casse | Empoche ou 4 billes colorées touchant une bande | Empoche et 2 billes colorées traversant la ligne centrale (ligne imaginaire reliant les 2 poches centrales) |                                                                  |
| Après faute            | 1 coup libre avant de démarrer la visite        | 1 coup libre (autorisation de toucher / rentrer n'importe quelle bille objet de couleur, et même de toucher la noire sans la rentrer) avant de démarrer la visite et avec possibilité de bille en main selon les désirs du joueur. |                                                                  |
| Bille en main          | Obligation de tirer la blanche hors de la zone  | Possibilité de jouer dans n'importe quelle direction depuis la zone |                                                                  |
| Choix de la couleur    | Se fait lors de la première empoche             | la confirmation se fait après la casse par le joueur en contrôle de la table |                                                                  |
| Empoche bille adverse  | Entraîne une faute                              | Autorisé si empoche d'une bille de sa propre couleur lors du même coup |                                                                  |
| Faute intentionnelle   | Autorisée                                       | Entraîne la perte de la partie |                                                                  |

## Élégance de jeu
Afin de respecter l'esprit du jeu, un joueur ne doit pas :
1. Dévisser ou ranger sa queue avant que la noire soit rentrée ;
2. Rentrer la noire à la main quand il estime avoir perdu la partie ; en revanche il peut aller directement serrer la main de son adversaire et le déclarer vainqueur sans qu’il ait besoin de jouer la noire ;
3. Se positionner devant ni derrière son adversaire qui s’apprête à jouer ;
4. Abuser du temps de réflexion entre chaque coup (Règle de la minute) ;
5. Échanger d’avis ou de conseil avec ses coéquipiers ou le public pendant le match ;
6. Contester les décisions de l’arbitre ;
7. Masquer une faute non vue par l’arbitre ;
8. Laisser son bleu sur le billard.

Les arbitres quant à eux, se doivent d'être attentifs et discrets. Ils se réservent le droit de revenir sur l'une de leurs décisions préalables.

## Sites des meilleurs joueurs français

#### Règles de l'Afebas (Association de compétitions de Billard 8 Pool)
- L'histoire de l'Afebas
- Règles officielles Afebas
- Les guides de championnats

#### Règles de la FFB (Fédération française de billard- 8 Pool)
- [PDF] Règles officielles